# Негурени (Констанца)
Негурени (рум. Negureni) насеље је у Румунији у округу Констанца у општини Бањаса. Oпштина се налази на надморској висини од 59 m.

## Становништво
Према подацима из 2002. године у насељу је живело 799 становника, од којих су сви румунске националности.